# Kadidia Sangaré
Pour les articles homonymes, voir Sangaré.
Kadidia Sangaré Coulibaly, née le 3 mai 1962 à San, est une avocate et femme politique malienne.

## Biographie
Kadidia Sangaré, diplômée en sciences juridiques de l'École nationale d'administration du Mali en 1986, est avocate au barreau du Mali depuis 1987. Elle est la présidente de la Commission nationale des droits de l'homme (CNDH-Mali) en 2010, à la tête d'une institution dont elle a été la principale réformatrice ; elle est réélue pour un mandat de 7 ans en 2017.
Elle est candidate aux élections législatives maliennes de 2013 dans une liste de l'Union pour la république et la démocratie (URD) à San, qui est éliminée au premier tour.
En 2018, elle est nommée ministre des Droits de l'Homme au sein du gouvernement de Soumeylou Boubèye Maïga.
Elle est élue députée à l'Assemblée nationale aux élections législatives maliennes de 2020 dans le cercle de San,. L'Assemblée nationale est dissoute le 19 août 2020 après un coup d'État.

## Distinctions
- Officier de l'Ordre national du Mali[1].